# Chabela Ramírez
Isabel "Chabela" Ramírez (Montevideo, 1958) es una música y activista afrouruguaya, figura del candombe y el carnaval uruguayo.

## Biografía
Nacida en el barrio Palermo. Aprendió a bailar candombre de niña y "(...) en la década de los 70 ya cantaba y tocaba el piano, proyectándose casi de inmediato por la belleza de su voz y carisma  en carnaval. En el correr de los 80 empezó a definir un enfoque politizado con respecto al candombe".
A lo largo de su trayectoria, participó en varias comparsas como Concierto Lubolo, Sinfonía de Ansina, Estrellas Negras y en varios grupos musicales como Vivir, Repique y Vendaval. Aunque es crítica del espectáculo de las Llamadas, actualmente desfila año a año con Valores de Ansina, comparsa liderada por sus hijos, "(...) porque una cosa que les enseñé es que para luchar, hay que luchar por dentro".

Cuando tenía 15 años, Ramírez comenzó a militar en ACSUN (Asociación Cultural y Social Uruguay Negro). En la década de los '80, continuó su activismo en el grupo Amandla, fundado por Agapito "Pocho" Carrizo, con quien también hizo el programa radial Candombe Uno desde 1985 a 1993. Luego participó activamente en Mundo Afro, agrupación de la que se retiraría definitivamente en febrero de 2017. Entre 1996 y 1997, Ramírez fue la responsable del espacio Mujeres Bailando, grupo de danza coordinado con la escuela de tambores de Mundo Afro. Según Ramírez,
"No se hablaba en ese momento de la afrodescendencia como concepto, pero nosotras representamos al pueblo africano con nuestras túnicas, con nuestros pasos, que no son los típicos del candombe, mujeres de diferentes edades y diferentes etnias, respetando la cultura afro de este país al son del tambor de la cultura afro. Esa es la cultura de todo el año."
En la actualidad es presidenta de la Casa de la Cultura Afrouruguaya.

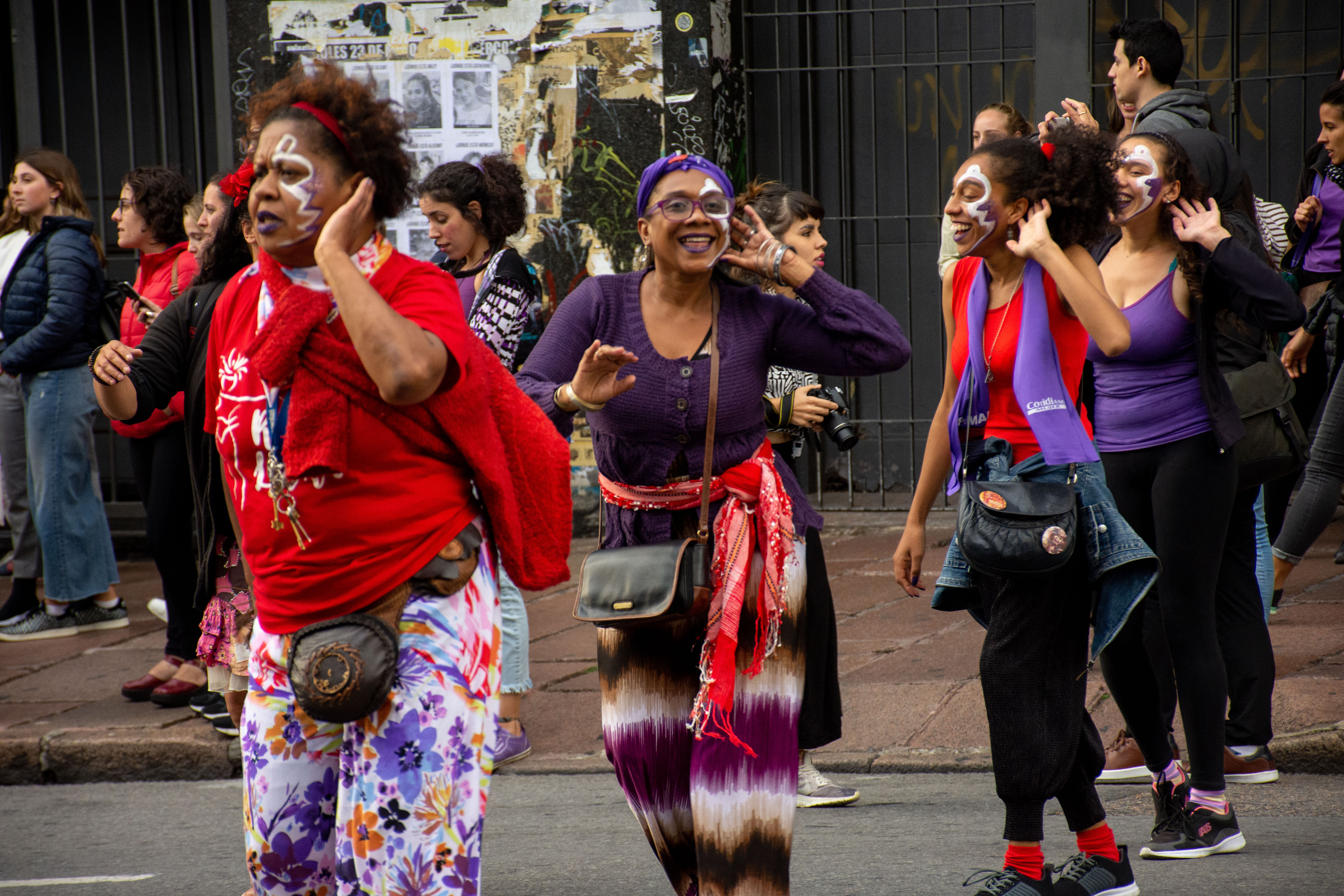
Chabela Ramírez desfilando en Afrogama junto a La Melaza en la marcha del Día Internacional de la Mujer Trabajadora el 8 de marzo de 2019.

En 1995 funda el coro de mujeres Afrogama que continúa dirigiendo y con el que desarrolla una nutrida actividad de promoción de la identidad afro y de género a través de lo coral, la danza y las vestimentas.

### De tambores y de amores
En 2017 editó su primer disco "De tambores y de amores", en el que interpreta canciones compuestas por ella y otros músicos como Rodolfo Morandi y Eduardo da Luz, quien también participa como cantante.

Para el crítico musical Guilherme de Alencar Pinto, en el disco 
"Chabela tiene una voz preciosa. Cuando la emite en forma lisa, es un timbre de rara pureza, condimentado con una ligera ronquerita y un poco de vibrato. En los candombes más activos ella saca a relucir una voz más encorpada. En 'Llora milongón' usa un vibrato más pronunciado que recuerda a Lágrima Ríos. Por supuesto que se mueve con gracia y soltura sobre el ritmo de los tambores, despliega una cantidad de matices, desde la fiesta contagiosa en los candombes alegres hasta la compenetración mística en las oraciones o la expresión de dolor cuando comenta distintas formas de sufrimiento."